# SNCV Groupe d'Itegem
 (décembre 2024).
Le tramway de Malines a fonctionné dans la ville de Malines entre le 27 juin 1887 et le 1er juin 1957. Le réseau était construit à l'écartement du Cap (1 067 mm) puis reconstruit à l'écartement métrique après la Première Guerre mondiale. Il était la propriété de la Société nationale des chemins de fer vicinaux (SNCV).

## Histoire

### Création du réseau urbain (1913-1915)

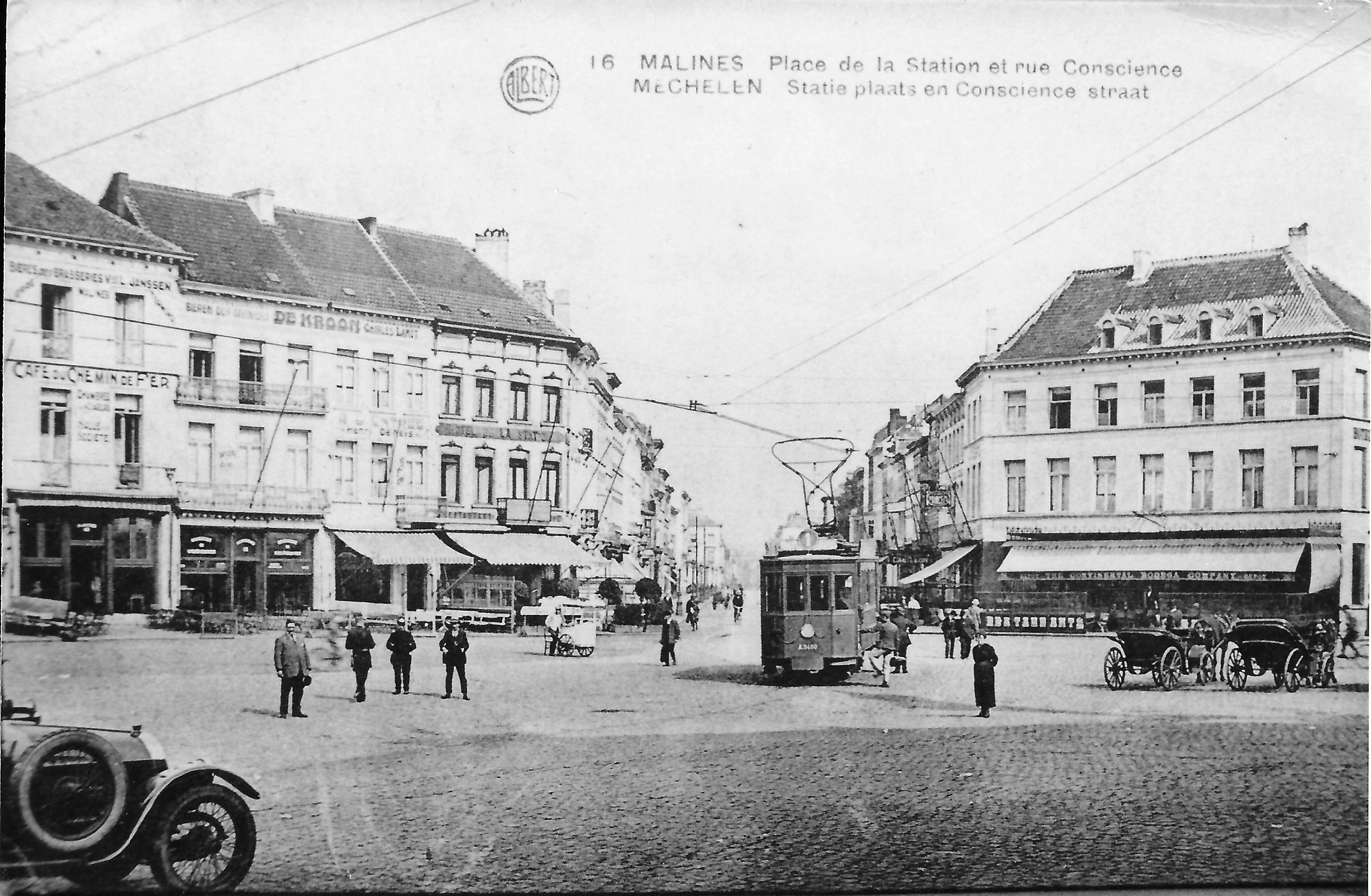
Tramway sur la ligne 1 au terminus de la gare.

En 1913, la SNCV met en service deux lignes urbaines desservant le centre de Malines jusqu'alors délaissé par les lignes suburbaines qui passent par les boulevards de ceinture.
La première ligne n°1 entre la gare et le lieu-dit Waterloo (situé au nord dans le faubourg de la chaussée d'Anvers) est mise en service le 25 juin 1913, elle emprunte les Egmontstraat, Bruul, la Grand Place et la Sint-Katelijnstraat puis la chaussée d'Anvers jusqu'au lieu-dit Waterloo.
La seconde ligne n°2 est mise en service le 18 novembre 1913, elle suit la ligne 1 jusqu'à la Grand Place puis emprunte la Befferstraat et la Keizerstraat jusqu'à la gare de Malines Nekkerspoel. Elle est prolongée en 1915 de Nekkerspoel vers Malines Pasbrug par l'électrification de cette section de la ligne Malines - Turnhout.

Ces lignes toutes deux électriques sont construites à l'écartement du Cap (1 067 mm) comme les lignes de la province du fait de la jonction avec le réseau néerlandais construit à cet écartement (et l'existence de services transfrontaliers), elles sont toutes deux exploitées par la Kempische Stoomtram Maatschappij (KSM) (« Société du tramway à vapeur de la Campine ») qui exploite également la ligne Malines - Turnhout et la ligne Anvers - Malines.

### L'après-guerre (1945-1952)
| Infrastructure |                                                               |
|                | Dépôt, installation technique ou voyageurs (stations, gares). |
|                | Emprise en site indépendant.                                  |
|                | Pont en site indépendant.                                     |
|                | Voie de service ou de fret.                                   |
| Lignes         |                                                               |
|                | Ligne de la SNCV.                                             |
|                | Ligne des TAO.                                                |
|                | Section commune à la SNCV et aux TAO.                         |
| 15(18)         | Ligne (service partiel, prolongé ou variante)                 |

Lignes du réseau au 1er janvier 1950 :
- 1 ⚡ Malines Gare - Malines Waterloo
- 2 ⚡ Malines Gare - Malines Pasbrug
- 3 ⚡ Malines Gare - Wavre-Sainte-Catherine Elzestraat
- H ⚡ Malines Gare - Heist-op-den-Berg Village
- 276* (autonome) Keerbergen - Aerschot

Lignes d'autres réseaux et provinces :
- 52 ⚡ Malines Gare - Anvers Noorderplaats (réseau d'Anvers)
- M* ⚡ Malines Gare - Bruxelles (réseau de Bruxelles)

Les indices en italique sont à titre indicatif. Les lignes avec un astérisque ne sont pas reprises sur le plan.

### Suppression (1952-1957)
Comme dans les autres villes de taille moyenne dont le réseau urbain appartient à la SNCV, les lignes sont supprimés au cours des années 1950 et remplacées par des autobus, les lignes 1 et 3 sont supprimées le 21 décembre 1952 suivies de la ligne 2 le 28 mars 1953 ne laissant que les lignes suburbaines.
En parallèle, les sections des lignes suburbaines non électrifiées sont supprimées :
- le 11 avril 1953 entre Heist-op-den-Berg et Westerlo sur la dernière section non électrifiée de la ligne H, la section Westerlo - Turnhout étant déjà supprimée en 1949;
- le 16 février 1953 entre Tremelo et Aerschot puis le 3 octobre 1954 entre Keerbergen et Tremelo sur la ligne Malines - Aerschot.

Ne reste plus alors que la ligne électrique H vers Heist-op-den-Berg ainsi que la ligne 52 du réseau d'Anvers et la ligne M du réseau de Bruxelles qui emprunte la section Keerbergen - Malines de l'ancienne ligne Malines - Aerschot.
Le 10 novembre 1956, le service de la ligne 52 est supprimé entre Rumst et Malines ne laissant que la ligne 50 entre Anvers et Rumst. L'année suivante, la ligne H est supprimée le 30 avril 1957 ne laissant que la ligne M du réseau de Bruxelles qui est finalement supprimée le 1er juin de la même année.

## Lignes

### Lignes urbaines
| Nom | Alias Autres indices et tableaux | Début du service voyageurs | Fin du service voyageurs | Traction   |
| --- | -------------------------------- | -------------------------- | ------------------------ | ---------- |
| 1   | 282, 596                         | 1913                       | 1952                     | électrique |
| 2   | 282, 596                         | 1913                       | 1953                     | électrique |
| 3   | 282, 596                         | 1932                       | 1952                     | électrique |

### Lignes provinciales
| Nom | Alias Autres indices et tableaux | Début du service voyageurs | Fin du service voyageurs | Traction            |
| --- | -------------------------------- | -------------------------- | ------------------------ | ------------------- |
| 276 |                                  | 1908                       | 1943                     | vapeur              |
| H   | 281                              |                            |                          | vapeur → électrique |
| T   | 271                              |                            |                          | vapeur              |

### Lignes d'autres réseaux
- Ligne H du réseau de Bruxelles prolongée à Malines sous l'indice M.
- service prolongé 52 de la ligne 50 du réseau d'Anvers ;

## Infrastructure

### Dépôts
| Illustration | Nom     | Commune | Localisation                |
| ------------ | ------- | ------- | --------------------------- |
|              | Malines | Malines | 51° 02′ 13″ N, 4° 28′ 08″ E |

## Matériel roulant

### Automotrices électriques
- Motrices à deux essieux (types divers) ;
- Type Standard.